# Mutō Yūgi
Muto Yugi (Nhật: 武藤 遊戯 (Võ-đằng Du-hí)) là nhân vật chính của bộ manga Yu-Gi-Oh! ("Vua trò chơi"), là một học sinh trung học nhút nhát, hậu đậu, người đã ráp thành công Trò chơi ngàn năm. Yugi có một nhân cách khác thường được gọi là Yugi Bóng tối (hay là "Yugi thứ hai"), một linh hồn tồn tại trong Trò chơi ngàn năm. Những người bạn thân của Yugi là Jonouchi Katsuya, Mazaki Anzu và Honda Hiroto, Bakura Ryo sau này có thêm Otogi Ryuji và đối thủ chính Kaiba Seto.
Cậu mang trong mình một trái tim nhân hậu và tấm lòng nhân nghĩa, luôn quan tâm giúp đỡ người khác. Từ nhỏ đã bị bạn bè trêu chọc và xa lánh nên Yugi thầm mong ước có được những người bạn thực sự. Và khi cậu mất đến 7 năm để hoàn thành Trò chơi ngàn năm, Yami Yugi đã xuất hiện, và cả những người bạn cũng đến bên cạnh cậu nhiều hơn. Cậu rất vui khi có Yami Yugi bên cạnh. Nhờ năng lực vượt trội mà Yami Yugi đã giúp Yugi vượt qua được rất nhiều thử thách trong cuộc sống, đặc biệt là lúc chiến đấu trong các trò chơi, và giúp cậu có nhiều những người bạn hơn. Tuy nhiên, Yami Yugi luôn nói với cậu rằng những người bạn thực sự mà cậu đang có không phải là nhờ Yami, mà chính là nhờ năng lực bên trong chính con người cậu, một sức mạnh đến từ tâm hồn tràn đầy tình yêu thương. Chính sức mạnh từ trái tim của Yugi đã làm được những điều kì diệu, thay đổi được những con người mà cậu gặp. Ở bên cạnh cậu, Yami đã rất cảm phục những lúc Yugi bất chấp tất cả để cứu bạn bè, và cả những kẻ thù muốn hại cậu. Nhờ tài năng của Yami đã giúp cho Yugi chiến thắng những đối thủ trong những trò chơi, nhưng cũng chính nhờ sự cảm thông và chân thành của Yugi mới thực sự thay đổi được tâm hồn vẩn đục của kẻ xấu. Không ít kẻ đánh giá thấp Yugi, nhưng chính Yami mới hiểu được năng lực tiềm tàng trong cậu. Và từ lâu Yami đã nhận thức được rằng một ngày nào đó Yugi sẽ mạnh lên rất nhiều, và vượt qua cả cậu, đến lúc đó chính là lúc hai người phải xa nhau.
Yugi có tình cảm với Anzu, người bạn học chung lớp của cậu. Tuy nhiên, khi Yugi biết rằng người Anzu thích thực sự là Yami, thì cậu luôn tạo điều kiện cho hai người ở bên nhau.
Cậu thực sự là một người tốt, luôn nghĩ cho người khác. Trong trận đấu bài ma thuật với Kaiba trên đảo đấu bài, Kaiba đã lấy tính mạng của mình để buộc đối thủ phải bỏ cuộc. Trong khi, Yami vì lòng kiêu hãnh của một người chơi bài ma thuật đã bất chấp ra đòn quyết định, thì Yugi đã xuất hiện và ngăn cản đòn tấn công, chấp nhận thua cuộc. Mọi người đều nghĩ là do Anzu nhảy ra ngăn cản, do lúc này mọi người không biết đên sự tồn tại của hai Yugi. Nhưng người ngăn cản Yami lúc này chính là Yugi, cậu chấp nhận thua cuộc, đồng nghĩa với việc có thể không cứu được ông nội mình nhưng trái tim cậu không cho phép để Kaiba phải chết. Sau này, mọi người mới hiểu Kaiba lại hành động như vậy chỉ vì muốn cứu em trai của cậu mà thôi.
Trong trận quyết đấu với Pegasus, để đánh bại khả năng đọc suy nghĩ của đấu thủ của ông ta có được nhờ Con mắt ngàn năm, Yugi đã cùng Yami đã thay phiên nhau chiến đấu cho đến khi cậu ngất đi vì kiệt sức.
Cả khi đấu bài với một tay ảo thuật gia, một trong những thành viên của Kulrot, băng nhóm chuyên săn những lá bài quý từ người chơi bài ma thuật, Yugi đã liều mạng cứu hắn ta ngay phút chót.
Trong trận quyết chiến với Jounochi (bị điều khiển), Yugi đã xuất hiện, thay cho Yami chiến đấu để dành lại được lý trí của Jounochi. Đến phút cuối, cậu quyết định hi sinh để cứu bạn, hành động của cậu đã làm cho mọi người đều rất cảm động.
Đã không ít lần hành động nghĩa hiệp của Yugi đã làm Yami thay đổi cách suy nghĩ và ngày càng quý cậu hơn. Yami luôn gọi cậu là Chiến hữu. Cả hai cậu thân thiết đến nỗi có thể hiểu được những suy nghĩ, tâm tư của người kia.
Tuy không nỡ rời xa nhân cách kia của mình, nhưng Yugi hạ quyết tâm giúp Yami có thể lấy lại được ký ức và cậu chính là người giúp Yami mở ra một tương lai mới.
Yami vừa là mục tiêu để cậu phấn đấu, vừa là người bạn thân thiết mà cậu xem như là một nửa của bản thân.
Cuối câu chuyện, sau khi thắng Yami, Yugi đã thực sự trưởng thành và thoát khỏi cái bóng của Yami để trở nên mạnh mẽ hơn cả về ý chí và tâm hồn.

Cả hai cậu, cùng bước về một tương lai phía trước, mang trong tim tình bạn và những hồi ức đẹp đã có cùng nhau.

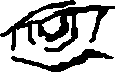
Yami Yugi eye.

Yami Yugi là một nhân vật đặc biệt. Cậu là linh hồn của Pharaoh thứ 18 bị nhốt trong Trò chơi ngàn năm cùng với linh hồn của Pháp sư bóng tối và xuất hiện trong thân thể của Mutō Yūgi. Anh ta khá lạnh lùng nhưng lại có tình bạn sâu đậm với nhóm bạn của Yugi. Anh ta coi bạn bè là trên hết và tin vào sức mạnh của các lá bài, dĩ nhiên là Kaiba Seto - đối thủ của Yugi không tin như thế. Yami Yugi không thích tính cách của Seto nhưng sau này họ là bạn.
Khi Yugi lắp xong Trò chơi ngàn năm, không những Yugi đã giải được câu đố, mà cũng đồng thời giải thoát cho Yami Yugi, linh hồn của vị vua Ai Cập (Atem 18).
Không như những linh hồn trong các bảo vật ngàn năm khác, Yami Yugi không phải là một linh hồn độc ác. Yami Yugi bảo vệ Yugi nhiều hơn, và có thể khẳng định rằng cậu sẽ không bao giờ làm điều gì hãm hại Yugi hay bạn bè của Yugi. Đúng hơn nếu như họ bị hãm hại thì cậu là người lo lắng hơn cả. Yami chơi bài Magic rất giỏi, chơi trận nào là thắng trận đó, trong Manga cậu thường được các bạn gọi là Yugi thứ 2 (Mou hitori no Yugi).
Yugi và Yami Yugi rất hiểu nhau. Tuy vậy, đôi lúc Yami Yugi- người ở trong Yugi, cũng chính là vị Pharaoh Ai Cập Atem.Yami Yugi không bao giờ làm việc gì tổn thương Yugi hay những người mà Yugi yêu mến. Kaiba Seto và Yugi là kẻ địch. 2 người đều là những người tài giỏi, nhưng tính tình lại rất khác nhau. Yugi tin tưởng vào trái tim của những lá bài để chiến thắng, còn Kaiba thì tìm đủ mọi cách để chứng tỏ khả năng của mình. Nhưng Kaiba lại không ngờ là điều này có thật, và Yugi đã nhờ vào trái tim của những lá bài mà đánh bại được Kaiba.
So với những người xung quanh, Yami Yugi khá ít nói, không biết đùa và hay che giấu cảm xúc của riêng mình. Thường thì cậu luôn cố gắng không để ai phải lo lắng và phải buồn vì mình. Thực tế cho thấy ở nhiều vấn đề khác ngoài trò chơi cậu cũng là một người khá tinh tế, nắm bắt được người khác.
Cậu là vua của trò chơi. Là người hiểu biết rất rất nhiều về trò chơi nổi tiếng này, ngoài ra Yami Yugi cũng chơi giỏi ở mọi trò chơi khác.
Thân phận thật sự của Yami Yugi là Atem. Vị Pharaoh thứ 18 của Ai Cập mà trên bức hình Ishizu Ishtar nói tới.

## Tóm tắt vai trò trong truyện
Yami Yugi được giải thoát vào lúc Yugi hoàn thành trò chơi ngàn năm. Cậu xuất hiện và giúp chú nhóc Yugi. Từ lúc đối đầu với Bakura, Yugi phát hiện rằng Yami Yugi chính là nhân cách thứ hai của mình. Và trên đảo Pegasus, sau khi hạ gục Pegasus, Yami Yugi đã được Pegasus nói về sự tà ác của các bảo vật ngàn năm. Từ đó, Yami Yugi muốn tìm về quá khứ của mình.
Sau khi hạ gục Yami Marik và có 3 lá bài thần linh, Yami Yugi bắt đầu hành trình đi về quá khứ. Cậu ta mới biết mình là Pharaoh thứ 18 của Ai Cập 3000 năm về trước. Cậu ta đã chiến đấu một cách rất dũng cảm trước The Thief Bakura mà trong trận đó, Shadi là người bị dính đòn của diabound, là bóng ma của Bakura. Trong trận chiến với sức mạnh bóng tối, Akunadin bán linh hồn mình cho bóng tối, trở thành pháp sư bóng tối, Kalim bị thiệt mạng đầu tiên, kế tiếp Shadi đỡ đòn cho Yugi rồi cũng thiệt mạng. Sau đó Yugi và các bạn đến kịp, nói cho Yami Yugi tên của cậu là Atem. Còn Hasan (chính là Shadel) bị Zorc tiêu diệt. Sau đó Atem gọi tên mình. Đó là câu thần chú để cả ba vị thần trong xấp bài của Yugi xuất hiện trên bầu trời. Ba vị thần dung hợp tạo thành vị thần tạo ra ánh sáng Horakhty và đánh thắng sức mạnh bóng tối của Zorc.
Khi quay về hoàng cung tìm Seto, Atem đã quyết đấu với Seto (bị Akhunadin điều khiển). Sau khi Kisara (Cô gái mang linh hồn sở hữu thần rồng trắng, và được coi như người yêu kiếp trước của Seto) tiêu diệt Akunadin, Atem đã nhường ngôi lại cho Seto rồi ra khỏi thế giới ký ức.
Trong tập cuối, sau khi Atem còn một nhiệm vụ cuối cùng phải làm là đi qua thế giới bên kia nhằm phong ấn các bảo vật cổ ngàn năm mãi mãi tránh xa bàn tay con người. Muốn làm được điều này Atem cần hoàn thành một nghi lễ là Nghi thức đấu bài (Ceremonial Battle) và chỉ khi có một người chiến thắng được cậu thì linh hồn cậu mới sang được thế giới bên kia. Kaiba Seto đã muốn đấu trong cuộc chiến nghi thức này để phân cao thấp. Cả Jonouchi cũng muốn đấu với cậu lần cuối. Tuy nhiên thì cuối cùng, Yugi mạnh dạn đã đứng ra đấu bài với Atem. Vì với cậu đây là điều cuối cùng cậu có thể làm được cho Atem. Trận đấu không đúng với tên gọi. Nó không phải là một cuộc chiến hình thức mà là một trận quyết đấu giữa cả hai Yugi. Cả hai đã chiến đấu hết mình để giành chiến thắng với những mục tiêu riêng của mỗi người. Atem nửa muốn hoàn thành trách nhiệm, nửa lại muốn được ở lại với Yugi và những người bạn. Cậu rất cảm kích ý chí và tấm lòng của Yugi nên đã dồn hết sức chiến đấu hết sức mạnh mà cậu có. Đây thực sự là một thử thách rất lớn dành cho cả hai người. Họ đã từng sát cánh bên nhau, cùng nhau chiến đấu trước mọi đối thủ, nhưng lần này định mệnh đã sắp xếp cho hai cậu phải đấu với nhau. Đối với Yugi mà nói đây là trận đấu đầu tiên mà cậu đấu với Nửa kia của mình và cũng là trận đấu cuối cùng của hai người bạn. Trận đấu này có ý nghĩa rất lớn đối với Yugi. Đó chính là minh chứng cho sự trưởng thành của Yugi, không hề nao núng dù đứng trước đối thủ mạnh như Atem, là mục tiêu mà cậu luôn muốn phấn đấu. Điều đáng nói ở đây là cậu muốn dành hết sức mình để chiến thắng Yugi không vì mục đích gì khác ngoài mong muốn giúp cho Atem có thể thoát kiếp lang thang nơi cuộc sống con người, có thể đầu thai và bắt đầu một tương lai tốt đẹp hơn. Yugi muốn cho Atem thấy rằng cậu đã mạnh mẽ lên rất nhiều sau khoảng thời gian được ở bên Atem, để Atem có thể thanh thản ra đi. Cuộc chiến đấu bài diễn ra hết sức quyết liệt là minh chứng cho tinh thần thượng võ của người chơi bài ma thuật với sự tôn trọng đối thủ đấu của mình.
Atem đã triệu hồi được cả ba lá bài thần trong cùng một lượt. Điều này cho thấy cậu đã quyết tâm để được ở lại. Còn Yugi đã dũng cảm đánh bại được sức mạnh thần linh từ cả ba lá bài thần. Cho đến giây phút quyết định, lúc trận đấu quái thú của Atem đã bị tiêu diệt hết, cậu quyết định ra lá bài Hồi sinh quái thú của mình để hồi sinh Rồng của bầu trời Obelisk nhằm ra đòn ấn định chiến thắng thì Yugi đã đi trước một bước, đặt lá Hồi sinh của mình vào trong một lá bài Chiếc hộp phong ấn, chính là để vô hiệu hóa lá bài Hồi sinh quái thú của đối thủ. Điều đặc biệt ở đây là chiếc hộp có hình dáng giống với chiếc hộp mà Yugi cất giữ Trò chơi ngàn năm, hay nói cách khác đây chính là Chiếc hộp Tình bạn của cả hai người. Mà theo Ishizu Ishtar, đó chính là thông điệp Yugi muốn gửi đến cho Atem rằng linh hồn đã chết không nên vương vấn chốn nhân gian, Pharaon phải ra đi để bắt đầu một cuộc sống mới cho Ngài. Yugi đã thắng và Atem sẽ đầu thai để bắt đầu một tương lai mới. Trước khi, Atem bước qua cánh cửa để đến thế giới bên kia, những người bạn đã hứa với nhau sẽ mãi nhớ về nhau, luôn mãi là bạn của nhau.
Như lời Yugi đã nói: "Đây không phải một câu chuyện về một Pharaon vĩ đại. Vì mỗi người đều có một câu chuyện riêng của mình. Và câu chuyện đó luôn kết thúc với một ánh sáng hi vọng. Và câu chuyện của tôi chỉ mới bắt đầu mà thôi...".

## Ý tưởng sáng tạo & phát triển

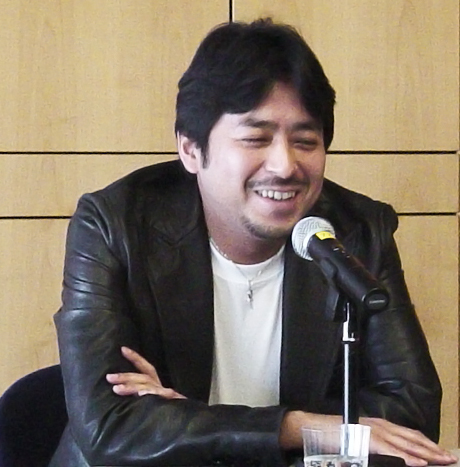
Kazuki Takahashi

Tác giả Kazuki Takahashi tự nhận có niềm hứng thú với các trò chơi từ khi còn nhỏ, và vẫn giữ nguyên niềm đam mê này đến khi trưởng thành. Ông tin rằng các trò chơi là nơi để người chơi trở thành các anh hùng. Ông quyết định xây dựng Yu-Gi-Oh! xoay quanh các trò chơi và sử dụng ý tưởng này làm tiền đề. Yugi là một cậu bé yếu đuối, trẻ con nhưng đã trở thành anh hùng khi chơi game. Tình bạn là một trong những chủ đề chính của Yu-Gi-Oh!; Takahashi đặt tên cho hai nhân vật chính "Yūgi" và "Jōnouchi" dựa trên từ yūjō (友情), có nghĩa là "tình bạn". Henshin (biến thân) - khả năng biến đổi thành một thứ/ một người gì khác - là điều mà Takahashi tin rằng tất cả trẻ em đều hằng mơ ước. Ông đánh giá Yami Yugi - "henshin" của Yugi, một đấu thủ kinh nghiệm, bất khả chiến bại, là yếu tố có sức hấp dẫn lớn đối với trẻ em.
Takahashi tin rằng xã hội hiện đại tập trung quá nhiều vào kẻ thắng và người thua. Ví dụ, tác giả tin rằng Yugi và Katsuya Jonouchi (được biết đến với tên Joey Wheeler trong anime tiếng Anh) là những nhân vật có chiều sâu hơn - vì họ chỉ tập trung vào việc tận hưởng niềm vui của trò chơi. Ông cho rằng Yami Yugi và Seto Kaiba là những nhân vật ít chiều sâu hơn. Do đó, ông tin rằng Dark Yugi đạt được tiềm năng tốt nhất khi anh được hỗ trợ bởi những người còn lại.
Theo Takahashi, tuy Yugi và Kaiba là đối thủ, hai người không phải là bạn thân của nhau. Tuy nhiên, ông tin rằng phần quan trọng nhất trong mối quan hệ của họ là trước khi Yugi quyết đấu với Yami Marik. Trước khi trò chơi bắt đầu, Kaiba đã trao cho Yugi một lá bài có thể giúp cậu trong trận đấu. Tác giả xem đây là một trong những phân cảnh khó viết nhất - xuất phát từ thái độ đối địch giữa hai người.
Trong phần chuyển thể anime đầu tiên của manga, Megumi Ogata lồng tiếng cho nhân vật chính và Shunsuke Kazama đã thay thế cô trong các phần sau. Dan Green đảm nhiệm vai diễn viên lồng tiếng của Yugi và Yami Yugi trong phiên bản Hoa Kỳ. Ogata kể lại rằng đạo diễn đã chọn cô lồng tiếng cho Yugi và nói rằng, "Tôi có thể cảm nhận được âm hưởng bóng tối từ em", điều mà Ogata tin rằng ám chỉ bản ngã thứ hai của Yugi. Green đã sử dụng hai tông giọng khác nhau để lồng tiếng cho Yugi và Yami.